# Saint-Gal-sur-Sioule
 Saint-Gal-sur-Sioule  es una población y comuna francesa, situada en la región de Auvernia, departamento de Puy-de-Dôme, en el distrito de Riom y cantón de Menat.

## Demografía
| 231 | 192 | 138 | 133 | 131 | 123 |
| Para los censos de 1962 a 1999 la población legal corresponde a la población sin duplicidades (Fuente: INSEE [Consultar]) |     |     |     |     |     |